# Swenka
Swenkas é a denominação de um grupo de trabalhadores zulus na África do Sul pós-Apartheidque participam de competições amadoras que são parte desfile de moda e parte coreógráficas, cujo objetivo é exibir um estile e um senso de atitude. A prática, chamada "swenking, deriva finalmente da palavra inglesa "swank".
Esses homens tem praticado esse show de moda por tanto tempo que ninguém se lembra exatamente quando ou mesmo por que tudo começou. Normalmente o prêmio pela melhor roupa e estilo da noite é em dinheiro, mas em ocasiões especiais como o Natal o vencedor volta para casa levando um relógio de ouro, ou uma cabra ou mesmo uma vaca pelo cabresto.
Em 2004, o cineasta dinamarquês Jeppe Rønde lançou o filme The Swenkas, um documentário a respeito do grupo.